# Nyctiophylax orientalis
Nyctiophylax orientalis är en nattsländeart som beskrevs av G. Marlier 1943. Nyctiophylax orientalis ingår i släktet Nyctiophylax och familjen fångstnätnattsländor. Inga underarter finns listade i Catalogue of Life.